# Gardenia ternifolia
Gardenia ternifolia är en måreväxtart som beskrevs av Heinrich Christian Friedrich Schumacher och Peter Thonning. Gardenia ternifolia ingår i släktet Gardenia och familjen måreväxter.

## Underarter
Arten delas in i följande underarter:
- G. t. jovis-tonantis
- G. t. ternifolia
- G. t. goetzei